# A1 Team Brasil
A A1 Team Brasil foi a equipe que representou o Brasil na A1 Grand Prix, uma categoria internacional de corridas. Foi a primeira equipe a vencer uma etapa nesta categoria, com Nelson Piquet Jr..
O titular da entrada para a A1 Team Brasil era o ex-campeão mundial de Fórmula 1 Emerson Fittipaldi. Com o jogador de futebol brasileiro Ronaldo sendo coproprietário da equipe. O chefe da equipe era Fernando Paiva e o suporte técnico era fornecido pela DS Motorsport Ltd.